# 應用科學
應用科學（applied science）是將自然科學（基础理论、抽象原理）的知識，转化为实际应用（解决具體生活問題）的科學；其多来源于实践本身，会存在一定的科學内容，与工程、醫學有着密切的關係。应用科学主要研究：利用或改造自然界的方法与工具、各种技术应用所遇实际问题，进而使之形成新工艺或新产品。
應用科學與“理論科學”間有密切的關聯性，應用科學是理論科學的實踐，而非純粹應用的關係。例如力學與應用力學兩者間，力學原理可指導與解決實際運用所遇問題，而在實際運用時，又會發現某些原理應當加以修正，從而提升力學的理論嚴謹性。
若以科學研究含蓋內容有「理論驗證」、「模型驗證」、「應用驗證」，可互為驗證、相互重出。各分科項目於科學研究之主題，志在對「存在」的發現或創造作「真實」解決或解釋，架構目前仍在研究中。